# Carcelia albfacies
Carcelia albfacies là một loài ruồi trong họ Tachinidae.